# Natação artística nos Jogos Olímpicos
A natação artística (anteriormente conhecida como nado sincronizado) é disputada em Jogos Olímpicos desde a edição de Los Angeles 1984. No programa olímpico atual são disputadas as competições de dueto e equipe. A competição de solo foi disputada pela última vez em Barcelona 1992. Canadá, Estados Unidos e Japão tradicionalmente dominavam a modalidade, mas a Rússia é hoje a maior vitoriosa, sendo hexacampeã nos dois eventos (em 2020 como ROC), e por isso lidera o quadro de medalhas. Apenas mulheres participam do nado sincronizado olímpico.

## Eventos
| Eventos          | 1984 | 88 | 92 | 96 | 00 | 04 | 08 | 12 | 16 | 20 | 24 |
| ---------------- | ---- | -- | -- | -- | -- | -- | -- | -- | -- | -- | -- |
| Equipe feminino  |      |    |    | •  | •  | •  | •  | •  | •  | •  | •  |
| Dueto feminino   | •    | •  | •  |    | •  | •  | •  | •  | •  | •  | •  |
| Solo feminino    | •    | •  | •  |    |    |    |    |    |    |    |    |
|                  |      |    |    |    |    |    |    |    |    |    |    |
| Total de eventos | 2    | 2  | 2  | 1  | 2  | 2  | 2  | 2  | 2  | 2  | 2  |

## Quadro geral de medalhas
| Ordem | País               | Medalha de ouro | Medalha de prata | Medalha de bronze |    |
| ----- | ------------------ | --------------- | ---------------- | ----------------- | -- |
| 1     | RUS Rússia         | 10              |                  |                   | 10 |
| 2     | USA Estados Unidos | 5               | 3                | 2                 | 10 |
| 3     | CAN Canadá         | 3               | 4                | 1                 | 8  |
| 4     | CHN China          | 2               | 5                | 2                 | 9  |
| 5     | ROC                | 2               |                  |                   | 2  |
| 6     | JPN Japão          |                 | 4                | 10                | 14 |
| 7     | ESP Espanha        |                 | 3                | 2                 | 5  |
| 8     | GBR Grã-Bretanha   |                 | 1                |                   | 1  |
| 9     | UKR Ucrânia        |                 |                  | 2                 | 2  |
| 10    | FRA França         |                 |                  | 1                 | 1  |
|       | NED Países Baixos  |                 |                  | 1                 | 1  |
| TOTAL | TOTAL              | 22              | 20               | 21                | 63 |